# ハフス朝

ハフス朝
الحفصيون  (アラビア語)

ハフス朝と周辺諸国（1400年）

ハフス朝（الدولة الحفصية al-Dawla al-Hafsīya ; الحفصيون al-Hafsīyūn、1229年-1574年）は、チュニスを中心にイフリーキヤ（現在のチュニジア）を支配したベルベル人のイスラム王朝である。

## 歴史

### 成立
1228年に、ムワッヒド朝のイフリーキーヤの総督になったアブー・ザカリーヤーが、ムワッヒド朝がキリスト教徒の傭兵に頼らざるを得なくなって、自らの宗教的権威を否定したことに対し、同王朝の存立理念であったイスラム復興運動、ムワッヒド運動の真の教えと精神を守るという名目で、1229年にアミールの称号を名乗って独立した。

### 発展
ムワッヒド運動の正統性を再興する手段として権力を握ったというプロパガンダはある程度成功を収め、アブー＝ザカリーヤーの治世において早くもアルジェまで領土を拡大した。この結果、ザイヤーン朝の建国者、ヤグムラーサン・イブン・ザイヤーンもハフス朝の支配下に入り、モロッコのマリーン朝やグラナダのナスル朝もハフス朝の宗主権を認めた。ハフス朝治下では、現在も北アフリカ（マグリブ）で優勢なマーリク派のイスラム法学と聖者崇拝とがともに発達し、ハフス朝の繁栄のもとで首都チュニスは北アフリカの学問と文化の中心として栄えた。
また、プロヴァンスやカタルーニャ、イタリア半島の諸共和国から外国人商人が頻繁にチュニスに到来し、ハフス朝治下の北アフリカは地中海交易で繁栄した。1239年には、ハフス朝の君主は、海上交易に従事する権利とシチリアの小麦を輸入する自由権に対する見返りとして、神聖ローマ帝国の皇帝フリードリヒ2世に貢物を納めることを始めた。
ハフス朝のスルタンは、ムワッヒド朝と同様、この時代に他のスンナ派イスラム王朝が行ったようにバクダードのアッバース朝カリフに統治者としての認証を求めることをせず、アブー＝アブドゥッラー・ムハンマド・アル＝ムスタンスィル（在位：1249年 - 1276年）は、1253年にアミール＝アル＝ムウミニーン、すなわちカリフの称号を自ら称した。アッバース朝がモンゴル帝国によって滅ぼされた翌年の1259年にはイスラム教の聖地マッカ（メッカ）を支配するシャリーフによってカリフ位を承認され、翌年にはエジプトのマムルーク朝にもその地位を認められた。1261年にはマムルーク朝のスルターン、バイバルスがアッバース朝の一族をエジプトに迎えてカリフに擁立し、ハフス朝の君主をカリフと認めるのをやめると、ハフス朝とマムルーク朝は一時的に反目状態になっている。一方で、ハフス朝は十字軍に対しては協力関係を保っていた。しかし、1270年にフランス王ルイ9世が第8回十字軍を率いてチュニスに侵攻すると、アル＝ムスタンスィルはこれを撃退した。

### 衰退
アル＝ムスタンスィルの死後、王家の中で内紛があって一時的に弱体化したが、アブー・アッバース・アフマド2世（アブルアッバース）（在位：1370年 - 1394年）の時、内紛時に分立した小王国を除くかつての領土を再統一し、ハフス朝を編制し直すことに成功した。彼は、土地の払下げを廃止するとともに、各地の反抗を抑止し、王朝の権威を回復、ハフス朝を再興した。その後継者・アブー＝ファーリス（在位：1394年 - 1434年）は、内紛時に分立した小王国を再併合し、解放奴隷から選んだ腹心の人物を地方総督に任じて、ハフス朝の再統一事業を完成する一方、再びザイヤーン朝にも支配権を及ぼし、モロッコやアンダルスにまで介入する勢いを示した。このようなハフス朝の力は、次のウスマーン（在位：1435年 - 1488年）の治世まで維持されたが、分裂、内乱とマリーン朝やキリスト教徒などの外部勢力の侵攻に悩まされ、政治的には次第に不安定になっていった。
15世紀のハフス朝は、1382年にエジプトで成立したブルジー・マムルーク朝とはおおむね友好関係にあり、種々の機会に贈り物や儀礼の交換が行われた。ハフス朝治下の北アフリカは頑健で忍耐強い駿馬を生むアラビア馬の産地として知られ、マムルーク軍が騎兵を主力としていたことから、マムルーク朝から織物や香料が贈られると、代わりに馬が贈られ、またマムルーク朝からハフス朝に対して軍馬の買い付けが行われることもあった。

### 滅亡
16世紀に入ると地方勢力による分立の傾向がより強まり、1534年にはアルジェに拠るバルバリア海賊のバルバロス・ハイレッディンの攻撃を受け、チュニスを一時的に奪われる。翌1535年に神聖ローマ皇帝のカール5世からの援軍を受け、アブスブルゴ朝スペインの保護国となることと引き換えにスルターンは復位した。しかし、東西からオスマン帝国に包囲されたハフス朝は、最終的に1574年にオスマン帝国によってチュニスを攻略され、滅亡した。

## 歴代君主
1. アブー・ザカリーヤー・ヤフヤー1世（在位：1229年 - 1249年）
2. アブー＝アブドゥッラー・ムハンマド・アル＝ムスタンスィル（在位：1249年 - 1277年）
3. ヤフヤー2世アル・ワーシク（在位：1277年 - 1279年）
4. イブラーヒーム1世（在位：1279年 - 1282年）
5. アブド・アル・アジーズ1世（在位：1283年）
6. アフマド・イブン・マルズーク（在位：1283年 - 1284年）
7. ウマル1世（在位：1284年 - 1295年）
8. ムハンマド2世アル・ムスタシル（在位：1295年 - 1309年）
9. アブー・バクル1世アル・シャーヒド（在位：1309年）
10. ハーリド1世アル・ナーシル（在位：1309年 - 1311年）
11. ザカリーヤー1世アル・リーヤーニ（在位：1311年 - 1317年）
12. ムハンマド3世アル・ムスタンシル（在位：1317年 - 1318年）
13. アブー・バクル2世アル・ムタワッキル（在位：1318年 - 1346年）
14. アフマド1世アル・ムタワッキル（在位：1346年 - 1348年）
15. ウマル2世（在位：1349年 - 1350年）
16. アル・ファドル（在位：1350年）
17. イブラーヒーム2世アル・ムスタシル（在位：1350年 - 1369年）
18. ハーリド2世（在位：1369年 - 1370年）
19. アブー・アッバース・アフマド2世（在位：1370年 - 1394年）
20. アブー＝ファーリス（在位：1394年 - 1434年）
21. ムハンマド4世アル・ムスタシル（在位：1434年 - 1438年）
22. ウスマーン（在位：1438年 - 1488年）
23. ヤフヤー3世（在位：1488年 - 1490年）
24. ザカリーヤ2世（在位：1490年 - 1494年）
25. ムハンマド5世アル・ムタワッキル（在位：1494年 - 1526年）
26. ハサン・ムハンマド6世（在位：1526年 - 1543年）
27. アフマド3世（在位：1543年 - 1569年）
28. ムハンマド7世（在位：1573年 - 1574年）